# Frankie Sakai
Frankie Sakai (フランキー堺, Furankī Sakai) (13 février 1929 - 10 juin 1996), de son vrai nom Masatoshi Sakai, est un acteur et musicien japonais dont la carrière s'étend de 1955 à 1996.

## Biographie
Durant ses études à l'université Keiō, Sakai travaille comme batteur de jazz dans les bases militaires américaines au temps de l'occupation du Japon, donnant souvent un aspect comique à son jeu. Devenu acteur professionnel, il apparaît dans de nombreuses comédies célèbres comme Chronique du soleil à la fin de l'ère Edo et dans les séries de films Shachō et Ekimae de la Tōhō. Il est nommé dans la catégorie meilleur acteur aux Blue Ribbon Awards pour ses rôles dans Chronique du soleil à la fin de l'ère Edo et Shiawase wa orera no negai.
Il apparaît dans des comédies musicales comme Kimi mo shusse ga dekiru, dans des drames sérieux comme Je veux être un coquillage, et des kaijū eiga comme Mothra. Il est également connu pour son étude personnelle du maître du ukiyo-e, Sharaku, et a aidé à produire le film Sharaku de Masahiro Shinoda, sorti en 1995. Il est surtout connu du public occidental pour son rôle du daimyō Yabu dans la mini-série TV Shogun des années 1980.
Il meurt d'une insuffisance hépatique le 10 juin 1996 à l'âge de 67 ans.
Frankie Sakai a tourné dans plus de 180 films entre 1953 et 1997.

## Filmographie partielle

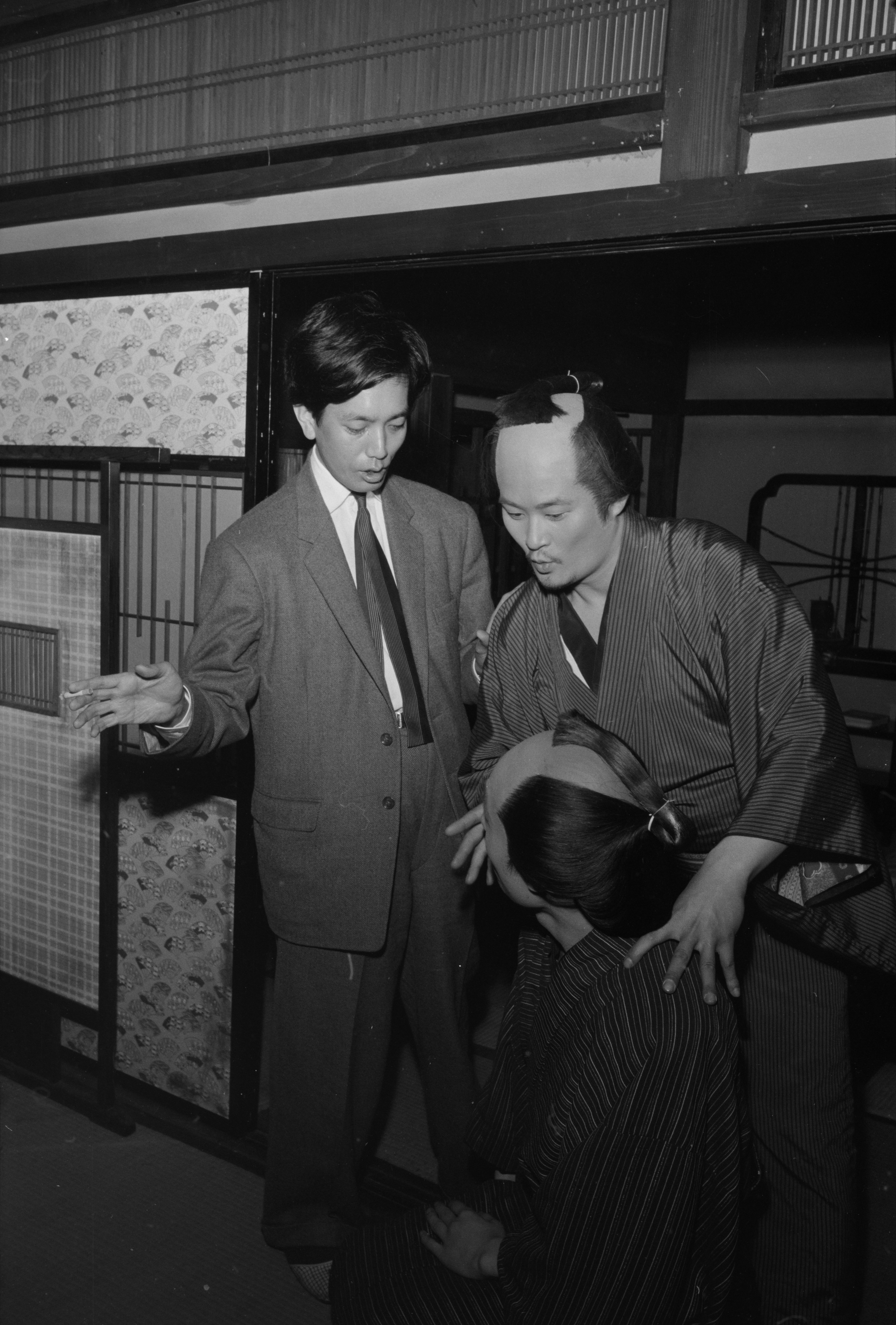
Yūzō Kawashima (à gauche) et Frankie Sakai sur le tournage de Chronique du soleil à la fin de l'ère Edo (1957)

### Films
- 1953 : Seishun jazu musume (青春ジャズ娘?) de Shūe Matsubayashi
- 1955 : Le Poids de l'amour (愛のお荷物, Ai no onimotsu?) de Yūzō Kawashima
- 1955 : Midori haruka ni (en) (緑はるかに?, lit. « Au-delà du vert ») d'Umetsugu Inoue
- 1956 : Zoku ueru tamashii (続・飢える魂?) de Yūzō Kawashima
- 1956 : Frankie le laitier (牛乳屋フランキー, Gyūnyū ya Furanki?) de Kō Nakahira : Rukuheita Sakai / Kogorō Sakai
- 1957 : Chronique du soleil à la fin de l'ère Edo (幕末太陽伝, Bakumatsu taiyōden?) de Yūzō Kawashima : Inokori Saheiji
- 1957 : Shiawase wa orera no negai (倖せは俺等のねがい?, lit. « Le bonheur est notre souhait ») de Jūkichi Uno : Gorō Sudō
- 1958 : Je veux être un coquillage (私は貝になりたい, Watashi wa kai ni naritai?) de Shinobu Hashimoto
- 1959 : La Meilleure Fiancée du monde (花嫁さんは世界一, Hanayome-san wa sekai-ichi?) de Kaneto Shindō
- 1959 : Chambre à louer (貸間あり, Kashima ari?) de Yūzō Kawashima
- 1961 : Les femmes naissent deux fois (女は二度生れる, Onna wa nido umareru?) de Yūzō Kawashima : Nozaki
- 1961 : Mothra (モスラ, Mosura?) d'Ishirō Honda : le journaliste Senichiro 'Sen-chan' Fukuda
- 1961 : La Dernière Guerre de l'Apocalypse (世界大戦争, Sekai daisenso?) de Shūe Matsubayashi
- 1964 : Kimi mo shusse ga dekiru (君も出世ができる?, lit. « Vous pouvez également monter ») d'Eizō Sugawa
- 1973 : Miyamoto Musashi (宮本武蔵?) de Tai Katō : Honiden Matahachi
- 1979 : La vengeance est à moi (復讐するは我にあり, Fukushû suru wa ware ni ari?) de Shōhei Imamura
- 1986 : Kokushi musō (国士無双?) de Nobuhiko Hosaka : Ise no Kami
- 1987 : Shinran ou la voix immaculée (親鸞 白い道, Shinran: Shiroi michi?) de Rentarō Mikuni : Yorishige Inada
- 1995 : Sharaku (写楽, Sharaku?) de Masahiro Shinoda : Tsutaya

### Télévision
- 1980 : Shogun : Kashigi Yabu, daimyō d'Izu
- 1980 : Onna taikōki : Tokugawa Ieyasu